# Rede Amazônica Coari
Rede Amazônica Coari é uma estação de televisão brasileira com sede em Coari, cidade do estado do Amazonas. Opera nos canais 3 VHF analógico e 15 UHF digital e é afiliada à TV Globo. Pertence ao Grupo Rede Amazônica.

## História

### TV Coari (2005-2015)
A TV Coari foi inaugurada em 2 de agosto de 2005, durante as comemorações pelos 73 anos de fundação de Coari. A cerimônia contou com a presença do fundador e proprietário da Rede Amazônica, o jornalista Phelippe Daou, além do prefeito Adail Pinheiro e o governador Eduardo Braga. Além de retransmitir a programação da TV Amazonas, a minigeradora inseria publicidade local nos intervalos e contava com um sistema de envio de matérias para a rede através da internet, tendo sido a terceira emissora da Rede Amazônica com esta tecnologia.
Em 8 de fevereiro de 2010, a TV Coari se posicionou em solidariedade à Nova Coari FM, que havia sido incendiada por homens encapuzados no mesmo dia. O ato foi cercado por suspeitas de motivação política. Durante os intervalos, a estação transmitiu um comunicado que repudiava o ato e cobrava providências das autoridades.
Em 15 de agosto de 2012, após o gerente Waldecy Fontenele afirmar que a TV Coari tinha capacidade para transmitir o horário eleitoral gratuito com propagandas dos candidatos à prefeitura de Coari nas eleições daquele ano, a juíza da 8ª Zona Eleitoral de Coari, Sabrina Cumba Ferreira, deferiu um pedido da coligação Com a Força do Povo, do candidato Arnaldo Mitouso (PMN).
A medida, no entanto, desagradou a Rede Amazônica, que ingressou com uma ação cautelar pedindo a suspensão da transmissão do horário eleitoral em Coari, afirmando que a TV Coari não teria estrutura para transmitir os programas eleitorais, apesar da geração de intervalos comerciais locais. A empresa também afirmou que o gerente da estação não poderia falar em nome da TV Amazonas. A liminar foi concedida em 21 de agosto, e Waldecy foi demitido no dia seguinte.

### Rede Amazônica Coari (2015-presente)
Em 3 de janeiro de 2015, seguindo as demais emissoras da Rede Amazônica, a TV Coari passou a ser chamada de Rede Amazônica Coari. Em 2017, voltou a contar com um repórter, através da contratação do jornalista Caio Fonseca.
Em 23 de junho de 2023, a Rede Amazônica anunciou que a Rede Amazônica Coari passaria a contar com jornalismo local e exibir anúncios locais, passando a ser oficialmente considerada uma afiliada da TV Globo. As mudanças foram anunciadas em conjunto com novidades semelhantes na Rede Amazônica Humaitá, que também não contava com programação local.
A partir de 3 de julho, a Rede Amazônica Coari passou a exibir pela primeira vez um telejornal local, a partir da retransmissão da edição regional do Jornal do Amazonas 2ª Edição, apresentada por Leandro Guedes e também exibida pela Rede Amazônica Itacoatiara, Rede Amazônica Manacapuru e Rede Amazônica Parintins.

## Sinal digital
| Canal virtual | Canal digital | Resolução de tela | Programação                                           |
| ------------- | ------------- | ----------------- | ----------------------------------------------------- |
| 3.1           | 15 UHF        | 1080i             | Programação principal da Rede Amazônica Coari / Globo |

A então TV Coari recebeu a concessão para operar no sinal digital através do canal 15 UHF em 17 de setembro de 2012. Como Rede Amazônica Coari, a emissora iniciou as operações na frequência em 27 de junho de 2023.

## Programas
Além de retransmitir a programação nacional da TV Globo e estadual da Rede Amazônica Manaus, a Rede Amazônica Coari exibe o seguinte programa:
- Jornal do Amazonas 2ª Edição: Telejornal, com Leandro Guedes;[nota 1]

## Equipe

### Membros atuais
- Valdir Torres[19]

### Membros antigos
- Arquipo Góes[20]
- Caio Fonseca[13]
- Gleilson Medins[21]